# Спецагент (фільм)
Спецагент (англ. The Company Man) — американський бойовик 1998 року.

## Сюжет
Шпигун елітного підрозділу вийшов у відставку і тепер працює в книжковому магазині. Проте його спокійне існування припиняється в той день, коли колишні командири умовляють його повернутися до справжньої роботи: боротьбі з терористами.

## У ролях
- Френк Загаріно — Ернест Грей / Наполеон
- Маттіас Хьюз — Ван Гульдер
- Дон Страуд — Мул
- Брайан Джінесс — Льюїс
- Елізабет Джордано — Маріанна
- Роберт Вон — контроль 5
- Ребекка Ейр Дугті — Дженніфер Грей
- Сінді Пасс — Чиріс
- П'єр Дулат — Стравінські
- Девід «Шарк» Фралік — Зак
- Шейн Андерсон — поганий хлопець